# Kuala Selangor

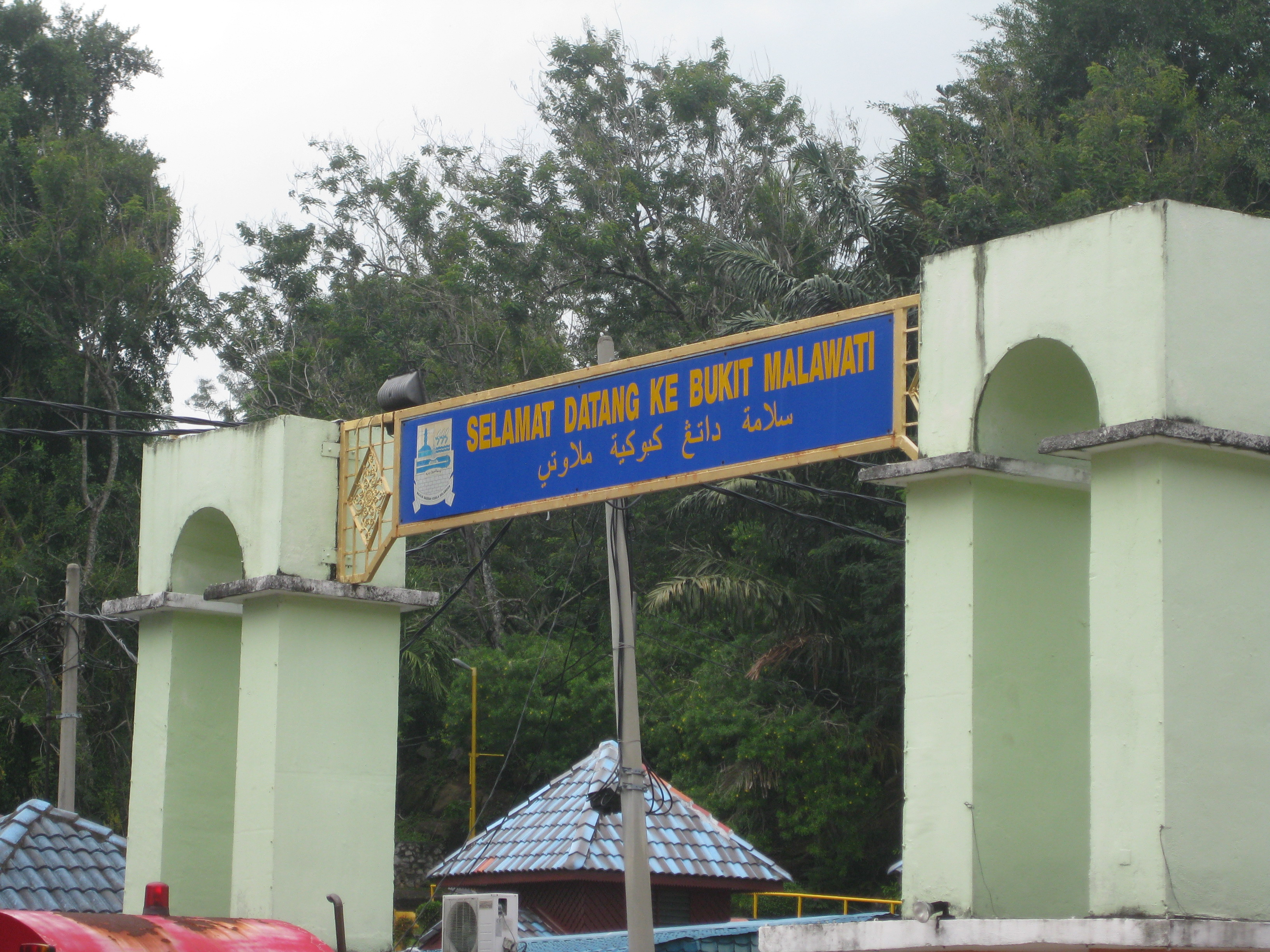
Entrada a la Bukit Melawati

Kuala Selangor (Jawi: کوالا سلاڠور) és un dels nou districtes a Selangor, Malàisia. El districte és fronterer amb Kelang al sud, Hulu Selangor i Gombak a l'est, Petaling al sud-est i Sabak Bernam al nord. Hi ha dues ciutats importants en aquest districte: Kuala Selangor i Tanjung Karang, separades pel riu Selangor. El nom està estretament relacionat amb el nom de l'Estat de Selangor.

## Municipi
Els municipis de Kuala Selangor estan sota la responsabilitat de Majlis Daerah Kuala Selangor (Consell Districte de Kuala Selangor). L'MDKS va ser establert el 1978; amb la combinació de cinc autoritats locals.